# NGC 6321
NGC 6321 (другие обозначения — UGC 10768, MCG 3-44-2, ZWG 111.15, IRAS17122+2022, PGC 59900) — галактика в созвездии Геркулес.
Этот объект входит в число перечисленных в оригинальной редакции «Нового общего каталога».